# Temnosternus flavolineatus
Temnosternus flavolineatus är en skalbaggsart som beskrevs av Stefan von Breuning 1939. Temnosternus flavolineatus ingår i släktet Temnosternus och familjen långhorningar. Inga underarter finns listade i Catalogue of Life.